# Pulicaria odora
Pulicaria odora là một loài thực vật có hoa trong họ Cúc. Loài này được (L.) Rchb. miêu tả khoa học đầu tiên.